# Louis Robert Lebaudy
Pour les autres membres de la famille, voir Famille Lebaudy.
Louis Robert Lebaudy, né le 21 septembre 1869 à Bougival (Yvelines), et mort le 7 décembre 1931 à Paris, était un propriétaire éleveur de chevaux, collectionneur et pionnier de l'aérostation en France.

## Biographie
Louis Robert Lebaudy est le troisième enfant d'Amicie Lebaudy, née Piou, et du financier Jules Lebaudy (1828-1892). Il fait des études de droit et organise très jeune des régates mondaines, rapportées par Le Gaulois. Il participe de loin à l'administration des Sucreries Lebaudy, tout en se rapprochant de ses cousins Paul et Pierre, pionniers du ballon dirigeable. Dès 1896, il devient membre de l'Automobile Club de France, puis, l'année suivante de l'Aéro-Club de France (ACF). En 1899, il acquiert l'hôtel particulier parisien de Plessis-Bellière, immeuble qu'il rétrocède à l'ACF. Côté chevaux, dès 1895, il est considéré par la presse spécialisée comme le « troisième plus important propriétaire de chevaux de course du pays ». En 1907, il offre une importante collection d'estampes japonaises au musée Guimet, collection provenant de celle d'Emmanuel Tronquois (1855-1918), que Robert soutenait financièrement. Mobilisé durant la Première Guerre mondiale, il est nommé par le ministère des Affaires étrangères comme chargé de mission aux États-Unis, entre mars et juin 1916, afin de négocier au nom du Gouvernement et d'Alexandre Ribot, d'importants emprunts auprès des banques de ce pays. 
Robert Lebaudy ne s'est jamais marié.

## Distinctions
- Grande Médaille de l'Aéro-Club de France (1901)[1].
- Chevalier de la Légion d'honneur (13 avril 1926 par Albert Petit, chef de cabinet du Grand Chancelier)[5]